# Morteza Motahhari
Morteza Motahhari (perski: مرتضی مطهری) (ur. 2 lutego 1920 w Farimanie, zm. 1 maja 1979 w Teheranie) – ajatollah, irański teolog, profesor i polityk.
Uważany za jednego z najbardziej wpływowych ideologów rewolucji islamskiej w Iranie. Uczeń Chomeiniego i filozofa Tabataba’i.
Autor licznych książek o islamie i Iranie. Wykładał filozofię na Uniwersytecie Teherańskim.
Motahhari głosił, że wolność i demokracja to część przyrodzonych i istotowych praw człowieka, których przypieczętowaniem jest szariat.
„Dzień nauczyciela” jest w Iranie obchodzony 12. dnia miesiąca ordibeheszt (1 lub 2 maja kalendarza gregoriańskiego) w rocznicę śmierci Motahhariego, zastrzelonego przez członka milicji Forghan.